# Шингирий, Даниил Павлович
Даниил Павлович Шингирий (21 декабря 1900 — 23 января 1945) — командир 21-го гвардейского кавалерийского полка 7-й гвардейской кавалерийской дивизии 1-го гвардейского кавалерийского корпуса 1-го Украинского фронта, гвардии подполковник, Герой Советского Союза.

## Биография
Даниил Павлович родился 21 декабря 1900 года в селе Яхники Лохвицкого уезда Полтавской губернии. Отец, Шингирий Павел Романович, крестьянин — батрак. Мать, Сердюк Елена Петровна, потомственная казачка. В семье родилось 19 детей, из которых выжило только 8. В 1910 году вся семья в поисках постоянного заработка переехала на станцию Попасная (сейчас — город в Луганской области) Донецкой (Екатерининской) железной дороги. Отец устроился работать сцепщиком на железную дорогу. Мать работала в школьной столовой. В 1916 году Даниил окончил двухклассное железнодорожное училище и устроился работать на стекольный завод, а спустя несколько месяцев перешёл в железнодорожные мастерские.

## Гражданская война
16 марта 1918 года Даниил Шингирий вступает в 1-й Попаснянский красногвардейский отряд. Впоследствии красногвардейцы влились в состав 4-й партизанской дивизии. Д. П. Шингирий отличился в битве на подступах к Дебальцево, подняв солдат в атаку на вражеские укрепления. В 1919 году после очередного кровопролитного боя, где он показал пример мужества и бесстрашия, ему вручили партийный билет. В рядах Первой Конной армии сражался на многих фронтах гражданской войны.

## Межвоенный период
После окончания Гражданской войны Д. Шингирий вступает в 15-й стрелковый полк регулярной Красной Армии, становится кадровым военным. В 1921 году его направляют на учёбу в Москву в Военную школу имени ВЦИК, по окончании которой в 1925 году получает назначение на должность курсового командира в Краснодарскую кавалерийскую школу. За выполнение важного правительственного задания он был награждён именным клинком с дарственной надписью Реввоенсовета СССР. После учёбы на курсах усовершенствования командного состава Д. П. Шингирий назначен на преподавательскую работу в Тамбовское Краснознамённое кавалерийское училище. За короткий срок он сумел вывести отстающий эскадрон в число передовых.

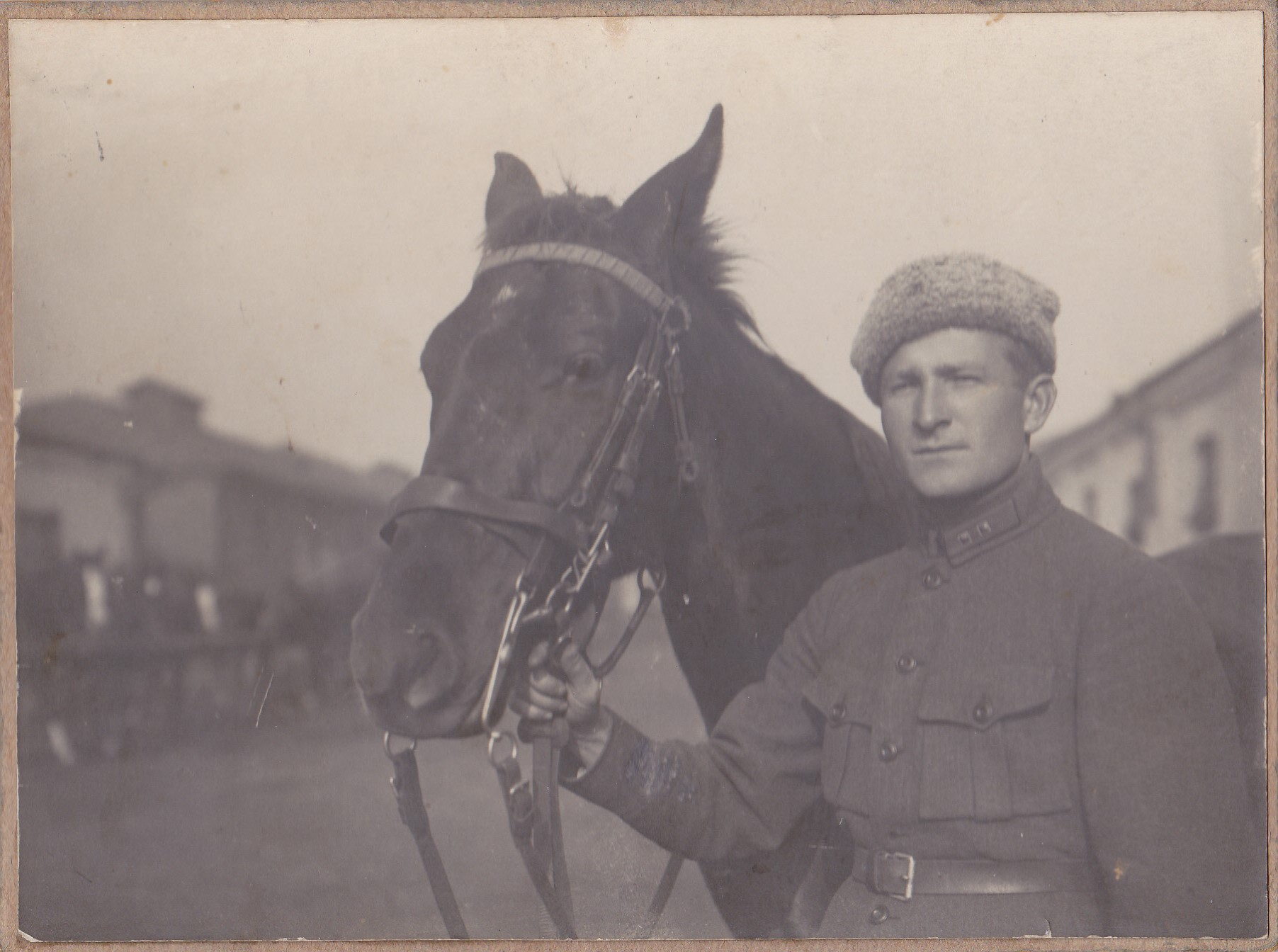
Участие в конноспортивных соревнованиях в Москве

В 1934 году Даниил Павлович получил приглашение принять участие в конноспортивных соревнованиях в Москве. Он занял несколько первых мест в разных видах состязаний и был награждён народным комиссаром обороны К. Е. Ворошиловым именными часами.
В дальнейшем Шингирий служил в Монголии, преподавал в Пензенском кавалерийском училище, был командиром кавалерийского полка в Закавказье.

## Великая Отечественная война
В начале войны Д. П. Шингирия назначили командиром кавалерийского полка, предназначенного для действия в тылу врага. Воевал на 1-м Украинском фронте. 1 июля 1941 года его полк вступил в бой с фашистами, а через несколько дней командир был ранен, но не покинул поле боя. 3 сентября 1941 года в районе Барановичей Даниил Павлович получил тяжелое ранение в бедро. Более 2 лет он находился в госпиталях. Врачи настаивали на ампутации ноги, но знаменитый хирург профессор Н. А. Богораз спас ему ногу и помог вернуться в строй. В июне 1944 года подполковник Шингирий получил назначение на должность командира 21-го гвардейского кавалерийского полка. За героизм, проявленный при форсировании реки Сан и овладении городом Перемышль, гвардии подполковник Шингирий Д. П. был награждён орденом Красного Знамени.

## Подвиг
Гвардии подполковник Д. П. Шингирий отличился в ходе Висло-Одерской операции. В январе 1945 года войска 1-го Украинского фронта перешли в наступление на Сандомирском плацдарме. 21-й гвардейский кавалерийский полк 7-й гвардейской кавалерийской дивизии, которым командовал гвардии подполковник Д. П. Шингирий, двигался в авангарде соединения. За сутки часть прошла с боями 30 километров, выбила противника их одиннадцати населённых пунктов, захватила железнодорожную станцию, военный склад, большое количество техники.
20 января полк во взаимодействии с танковым десантом вёл бой на территории Германии. Во второй половине дня бойцы овладели населённым пунктом Штальхамер, нанеся большие потери противнику, уничтожив до 200 солдат и офицеров, освободив около 1500 военнопленных. Продолжая выполнять поставленную задачу, полк стремительной атакой овладел населённым пунктом Андреасхютте и железнодорожной станцией, захватив большие трофеи, а также завод с исправным оборудованием.
22 января Д. П. Шингирий был назначен заместителем командира дивизии и получил боевой приказ: форсировать речку Клодница — приток Одера и к исходу следующего дня выйти в район города Нойбрюккен. Гитлеровцы придавали большое значение оборонительному рубежу на Клоднице. Здесь они надолго рассчитывали задержать советские войска. Накануне боя гвардии подполковник писал родным: «Верю, что недалёк тот день, когда мы поднимем над Берлином Знамя Победы». Полк, следуя в передовом отряде дивизии, настиг танковый десант противника и ворвался в город Вальзен. Посадив бойцов на танки, Шингирий, находясь в головной машине, повёл их в наступление. Его высокое мастерство и храбрость придавали силы гвардейцам. Но внезапно они нарвались на засаду фашистов, которые через пролом в стене помещичьей усадьбы почти в упор начали расстреливать наши танки. Даниил Павлович повёл свой танк прямо на врага, тем самым прикрыв остальных воинов, которые смогли прорваться сквозь засаду и уничтожить противника. Д. П. Шингирий был смертельно ранен и на следующий день умер на руках у солдат. Похоронен во Львове на Холме Славы.

## Награды
- Указом Президиума Верховного Совета СССР от 10 апреля 1945 года за образцовое командование полком в ходе Висло-Одерской операции и проявленные при этом личное мужество и героизм гвардии подполковнику Д. П. Шингирию посмертно присвоено звание Героя Советского Союза.
- Награждён орденом Красного Знамени (1944) и медалью «XX лет Рабоче-Крестьянской Красной Армии» (1938).

## Память

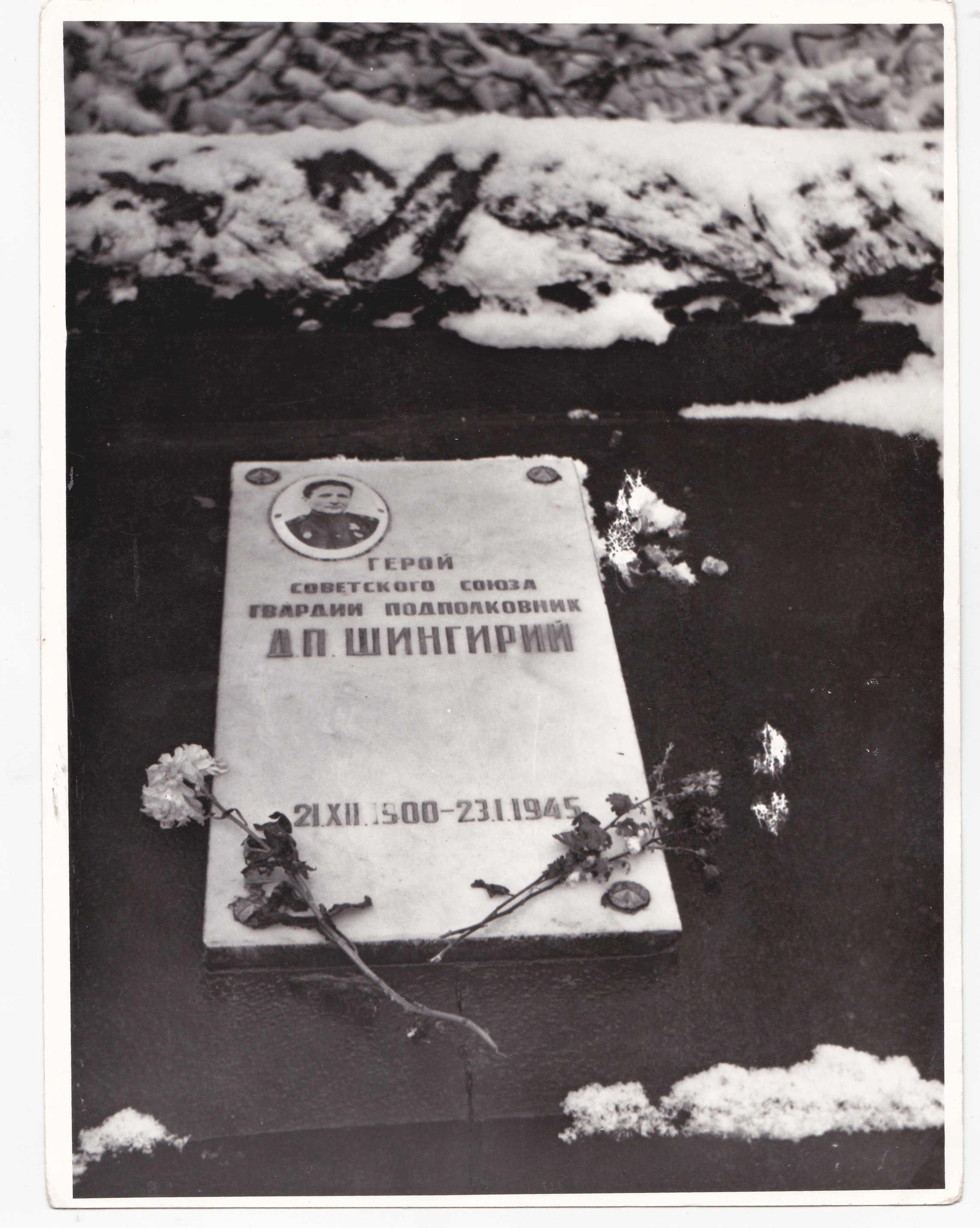
Надгробная плита на могиле во Львове на Холме Славы

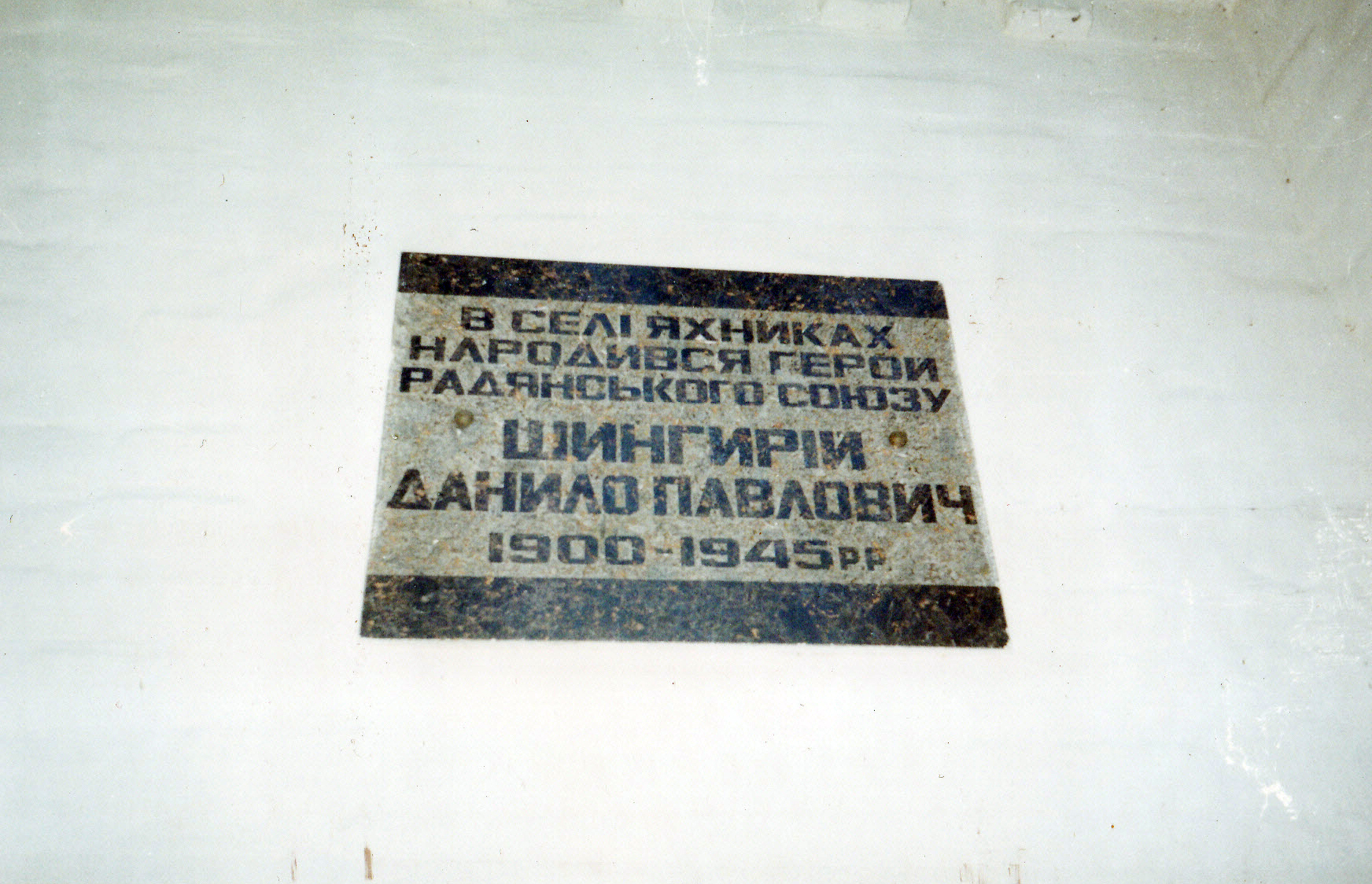
Мемориальная доска на здании сельского совета. с. Яхники

- Увековечен в мемориальном комплексе на Холме Славы во Львове.
- Именем Д. П. Шингирия названа улица в городеПопасная.
- В селе Яхники Лохвицкого района Полтавской области на здании сельского совета есть мемориальная доска.
- Портрет Д. П. Шингирия помещён на аллее Героев в районном центре Лохвица Полтавской области. Аллея Славы г. Лохвица

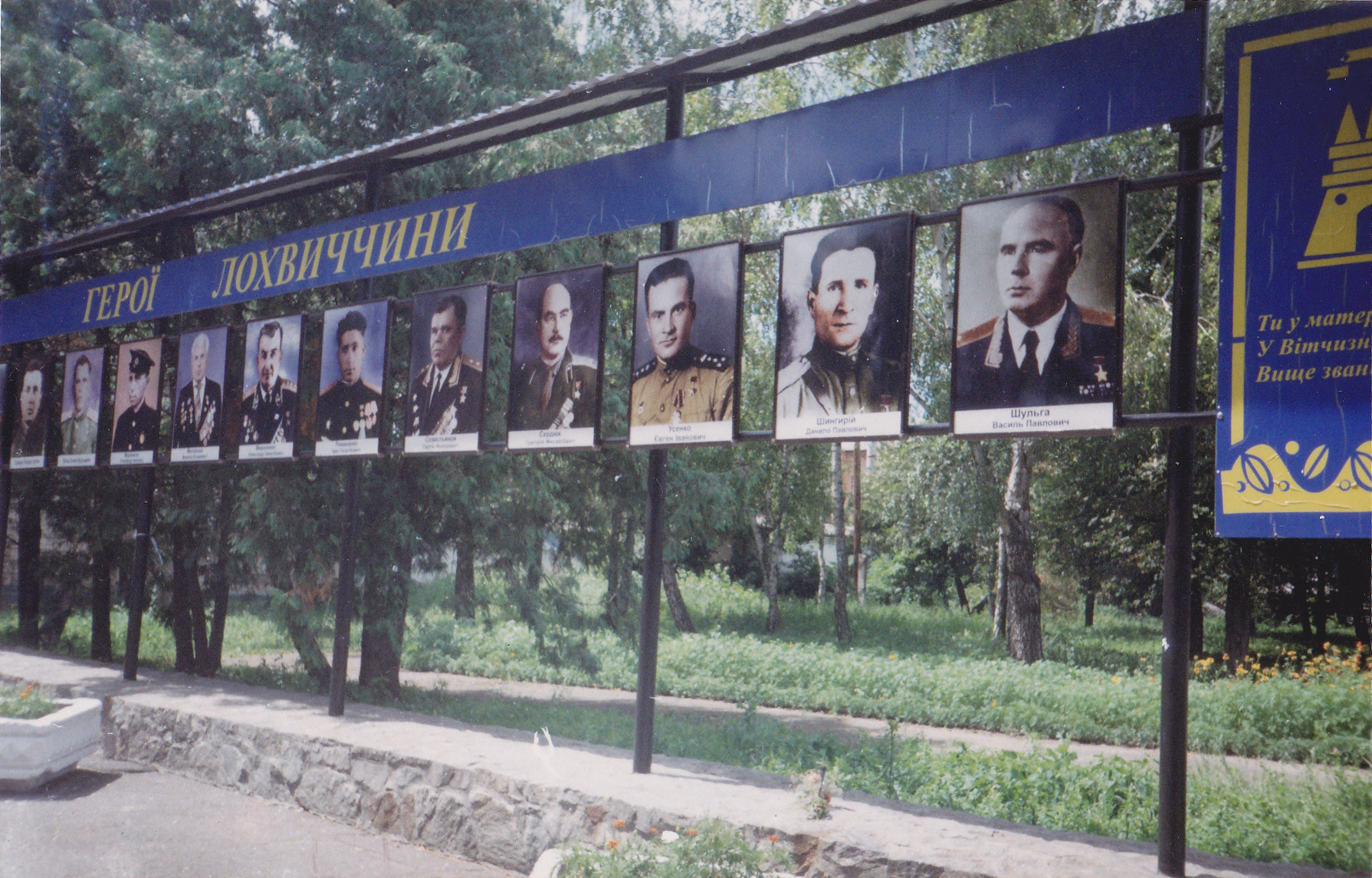
Аллея Славы г. Лохвица